# Boğaziçi, Kemah
Boğaziçi là một xã thuộc huyện Kemah, tỉnh Erzincan, Thổ Nhĩ Kỳ. Dân số thời điểm năm 2010 là 28 người.